# مقطع نووي

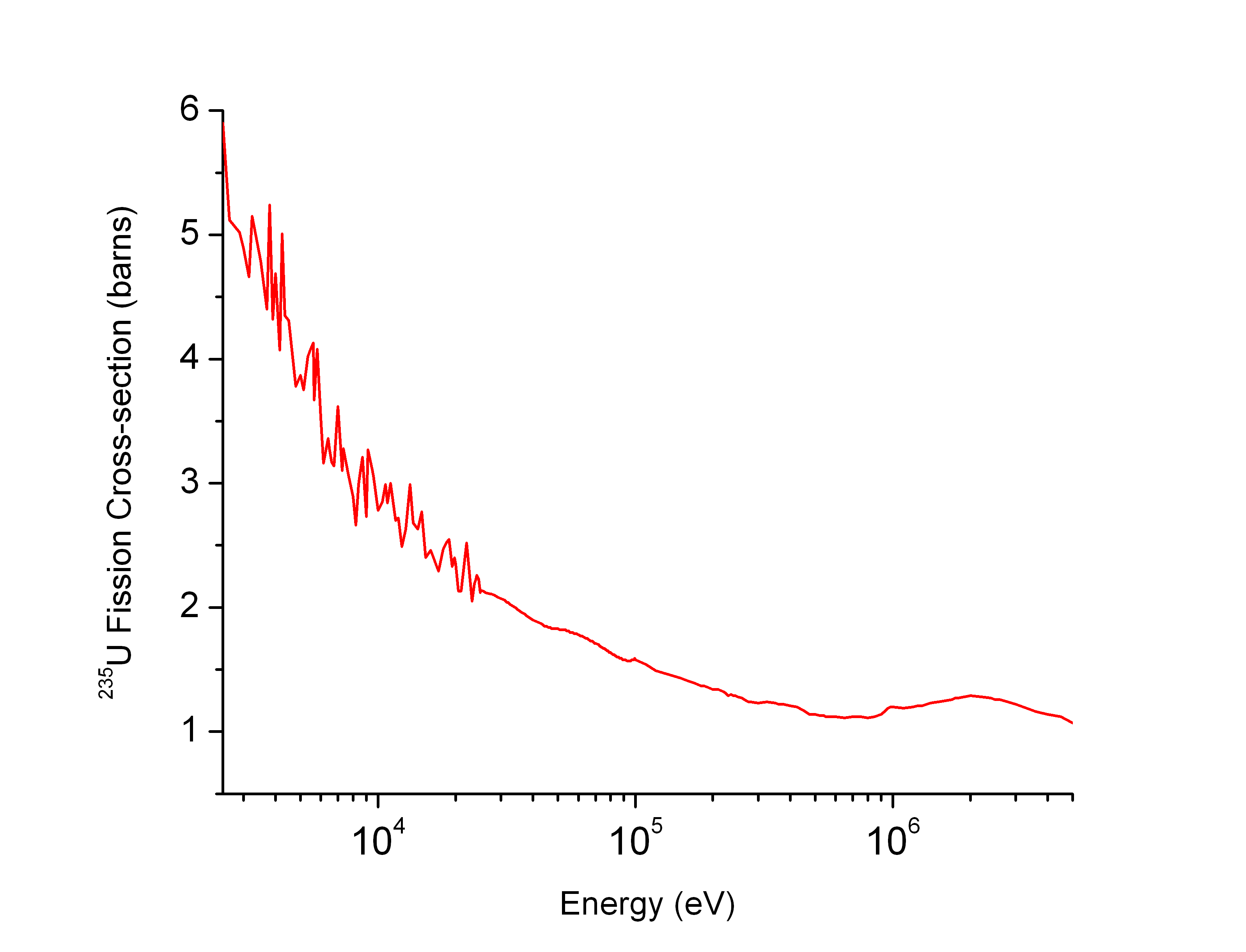

يستخدم المقطع النووي في الفيزياء النووية (بالإنجليزية:nuclear cross section) لنواة الذرة لوصف احتمال دخول النواة في تفاعل نووي. وفي الفيزياء يُلجأ لتقييم هذا الاحتمال على أنة «مساحة مميزة» حول النواة حيث تعني المساحة الكبيرة احتمال كبير للتفاعل. ويقاس المقطع النووي بالسنتيمتر المربع.
ونظرا لأن مقطع التفاعل النووي صغير جدا فقد ابتكر الفيزيائيون وحدة اصغر مناسبة تسهل الحساب وتلك الوحدة هي بارن، و 1 بارن يساوي 10−24 cm²
ويرمز للمقطع النووي بالرمز σ .
ويمكن قياس المقطع النووي للعديد من العمليات النووية التي يمكن للنواة الذرية القيام بها، مثل التصادم المرن مع جسيمات، أو تصادم غير مرن، أو تفاعل نووي مع جسيم، بالتالي نفرق بين مقطع تصادم مرن  ، و مقطع تصادم غير مرن ، و مقطع تفاعل نووي  ، كما توجد أيضا مقطع نووي نيوتروني يسمى ببساطة مقطع نيوتروني , لأنه أحد خواص النواة الذرية.
وبعض أنوية الذرات لها قابلية لامتصاص جسيمات مثل النيوترونات، ويسمى المقطع النووي في تلك الحالة مقطع الامتصاص .
من المناسب في الفيزياء النووية اعتبار الجسيمات المصوبة إلى أنوية الذرات بأنها صغيرة نقطية ذات مقاييس مهملة. وعلى ذلك فيمكن حساب مقطع نووي لعملية معينة مثل مقطع امتصاص أو مقطع تصادم مرن وغيرها. ويستخدم لذلك عينة من المادة في هيئة شريحة رقيقة ولتكن من النحاس مثلا ونقوم بتصويب فيض من البروتونات عليها ونقوم بقياس عدد البروتونات التي نقذت هلف الشريحة. وبمقارنة شدة فيض البروتونات المقاسة قبل وضع الشريحة وبعد وضعها في فيض البروتونات الابتدائي يمكن حساب مقطع تفاعل نواة ذرة النحاس مع البروتونات. ويلزم معرفة كثافة ذرات النحاس في العينة لإتمام عملية الحساب. ويسمى المقطع النووي المعين بتلك الطريقة المقطع الكلي، ويرمز له بالرمز σT.
ويقدر نصف القطر النووي بنحو 10−12 سنتيمتر. وقد نستنتج من ذلك أن المقطع النووي يبلغ 
{\displaystyle \pi r^{2}} أو بالتقريب 10−24 cm2 
وقد اختيرت لتلك الوحدة وحدة بارن.
ولكن في الواقع يختلف المقطع النووي المشاهد عن المقطع الهندسي كثيرا. فمثلا تمتص بعض الأنوية نيوترونات حرارية (أي بطيئة) في تفاعل ينتج عنه إصدار أشعة غاما ويبلغ مقطع التفاعل في بعض الحالات نحو 1000 بارن. وقد يبلغ المقطع النووي في تفاعلات أخرى مثل تفاعل النواة مع أشعة غاما (مقطع امتصاص) 001و0 بارن فقط.
يرجع ذلك إلى خصائص مختلفة لمختلف أنوية العناصر.

## مقطع نووي عيني
يستحدم المقطع النووي لتعيين معدل التفاعل النووي بين الأنوية والجسيمات المصوبة عليه، وتتحكم في التفاعل دالة تعطي معدله. ويتم قياس ذلك المعدل عمليا بوضع عينة (تسمى الهدف) في فيض من الجسيمات المطلوب دراستها، مثل البروتونات أو النيوترونات أو أشعة غاما أو غيرها. وعند القيام بذلك يلزم معرفة سرعة الجسيمات المصوبة على الهدف لمعرفة معدل التفاعل، حيث أن معدل التفاعل (أو كذلك المقطع النووي) يعتمد على سرعة الجسيمات، وقد يختلف كثيرا باختلافها.
وعلى سبيل المثال، عند سقوط فيض من النيوترونات على شريحة مادية (يستحسن أن تكون من نظير واحد) فيمكن وصف معدل التفاعل بالمعادلة:
{\displaystyle r_{x}=\Phi \ \sigma _{x}\ \rho _{A}=\Phi \Sigma _{x}}
حيث:
- {\displaystyle r_{x}} : عدد التفاعلات من نوع x, بالوحدة: [1/زمن/حجم]
- {\displaystyle \Phi } : فيض النيوترونات، بالوحدة: [1/مساحة/زمن]
- {\displaystyle \sigma _{x}} : مقطع تفاعل نووي من نوع {\displaystyle x}, بالوحدة: [مساحة ] (بارن (وحدة) أو cm2).
- {\displaystyle \rho _{A}} : كثافة الذرات في الهدف بوحدة [1/حجم]
- {\displaystyle \Sigma _{x}\equiv \sigma _{x}\ \rho _{A}}: المقطع النووي العيني [1/طول]

(المقطع النووي العيني (macroscopic cross section)، هو مقطع كبير يخص العينة المنظورة).

## اقرأ أيضا
- مقطع تصادم (فيزياء)
- تشتت كومبتون
- حيود براج
- حيود النيوترونات
- مثنوية جسيم-موجة
- قانون براج
- حيود
- بارن (وحدة)